# Loves Park (Illinois)
Loves Park je grad u američkoj saveznoj državi Ilinois. Prema popisu stanovništva iz 2010. u njemu je živjelo 23.996 stanovnika.